# 三菱・マグナ
マグナ（Magna）は、ミツビシ・モーターズ・オーストラリアにより製造・販売されていた4ドアセダン型、および5ドアステーションワゴン型の普通乗用車である。

## 初代 TM/TN/TP型（1985年 - 1993年）
1985年にTM型マグナは当初セダンのみで発売された。オーストラリア現地法人では1987年に改良したTN型の発表に合わせてステーションワゴンを開発し、カンパニーカーとして人気を博した。
マグナの全体的なスタイリングと車体側面の造形は同時期の日本市場のギャランΣのものと類似していたが、車幅はオーストラリア市場の要望に応えて数センチ拡幅されていた。車内容積に悪影響を与えることなくより小さな占有面積で収めるということは、競合車が使用する伝統的な直列6気筒エンジンの代わりに大きなボアを持つ直列4気筒エンジンを搭載するということであった。しかし、燃料消費率は取り立てて良いわけでもなかった。
マグナ・シリーズは前輪駆動車であり、GLX（カンパニーカー向け）、エクゼクティブ（Executive）、SE、エリート（Elite）といったモデルで構成されていた。後に追加のボディパーツを纏ったスポーティなエラント（Elante）、グランド・ツアラー（Grand Tourer）が幾つかの限定モデルと共に投入された。
これらに搭載されたエンジンは横置きされたオーストラリア製の「4G54」というコードネームの4気筒、SOHC、8バルブの2.6 L アストロンIIであった。このエンジンはマグナの前任モデルである後輪駆動のクライスラー・シグマ（Chrysler Sigma）に搭載されていた「4G52/アストロン」から派生したもので、85 kW (114 hp) / 5000 rpm の出力と198 N⋅m (146 lb⋅ft) / 3000 rpmのトルクを発生した。
この新しい「アストロンII」エンジンは液体封入式エンジンマウントとサイレントシャフト（その他にポルシェ社が自社の大排気量4気筒エンジン車の924-944-968シリーズに採用）を備えており、大排気量の4気筒エンジンに特有の振動を軽減していた。当初これらのアストロン・エンジンはキャブレター付であったが、1989年5月から三菱製の電子制御燃料噴射装置である「ECIマルチ」が導入された。
オーストラリアでの標準的な測定方法では全モデルの平均燃料消費率は市街走行で11.0 L/100 km、高速道路走行で7.8 L/100 kmであった。
マグナは5速マニュアルトランスミッション（MT）かオーバードライブ付（シフトレバーの前面に付いたボタンで操作する3速と4速で効く）の4速オートマチックトランスミッション（AT）が選択できたが、豪華版のエリートではATしか選べなかった。サスペンションは前輪が独立式のマクファーソン・ストラット、後輪はコイルばねを使用した3リンク・トーションビーム式サスペンションを採用していた。ワゴン版の後輪サスペンションはコイルばねを使用した4リンク・トーションビーム式サスペンションであった。
より豪華仕様のSEとエリートは充実した装備を備えていた。多くの調節機能を持つ運転席と組み込み式ヘッドレストを備える後席はベロア表皮で覆われており、AT（エリートに標準）、パワーウインドウ、集中ドアロック、アルミホイール、エリートに標準（2トーン）/SEにオプション（単色）のメタリック塗装、屋根の伸縮式アンテナを備えたラジオ/カセットプレーヤーは電源から外されるとユニット自体を完全に操作不能にするという特徴のある盗難防止装置、エリートにはハンドルに独立したイコライザーとコントロール・スイッチがついていた。更には標準ではコラムから出ているコントロールレバーとダッシュボード上の空調レバーがSEとエリートではハンドル左右のポッドにスイッチが収められていた。これにより主要な操作の全てが運転手の指先だけで行え（2010年のフェラーリ・458が嚆矢となった新しい流行とは異なる）、このポッドはステアリングコラムに伴い上下方向への調節ができた。エリートには1980年代の日本車の流行を受けてLCDを使用した計器盤も備えていた。
最初のTM型マグナは様々な品質管理上の問題に見舞われ（主に脆弱なエンジンヘッドとAT）、これはこの初代マグナの生産期間を通して最終的には解決された。しかし発売当時にこの車は『Wheels』誌の1985年度「カー・オブ・ザ・イヤー」に選ばれた。
TP型ワゴンはセダンが第2代のTR型マグナに移行した後もこれと並行して販売され、サファリ・リミテッド・エディションがTR型のワゴンの登場と共に代替わりをした。
TM（1985–1987：セダンのみ）
- GLX（キャブレター：MTとAT）
- Executive（キャブレター：MTとAT）
- SE（キャブレター：MTとAT）
- Elite（キャブレター：AT）

TN（1987–1989）
- GLX（キャブレターとEFI：MTとAT）
- Executive（キャブレターとEFI：AT）
- SE（キャブレターとEFI：MTとAT）
- Challenge wagon（キャブレターとEFI：MTとAT）
- Elite（EFI：AT）
- Elante sedan（EFI：MTとAT）

TP（1989–1991）
- GLX（キャブレターとEFI：MTとAT）
- Executive（キャブレターとEFI：MTとAT）
- SE（EFI：MTとAT）
- Elite（EFI：AT）
- Elante sedan（EFI：MTとAT）
- Grand Tourer（EFI：MTとAT）
- Executive Safari wagon（EFI：MTとAT）

### 日本市場
ステーションワゴンは1988年から1993年まで日本へ輸出され、逆輸入車として販売されていた（3ナンバー登録）。後継はディアマンテワゴン。
エンジンは初代デボネアと同じ直列4気筒SOHC2600ccの4G54が搭載された。（ネット125馬力。「スタリオン 2600 GSR-VR」のノンターボ版）
1989年10月7日放映のスペシャルドラマ「華麗なる追跡 THE CHASER」にて三菱自動車が車両協力。その関係でマグナワゴンが覆面パトカーとして登場、主に香川照之が運転した。
1991年公開の映画「渋滞」では三菱自動車がスポンサーしたこともあって主人公の愛車にこの型のマグナワゴンが使われた。

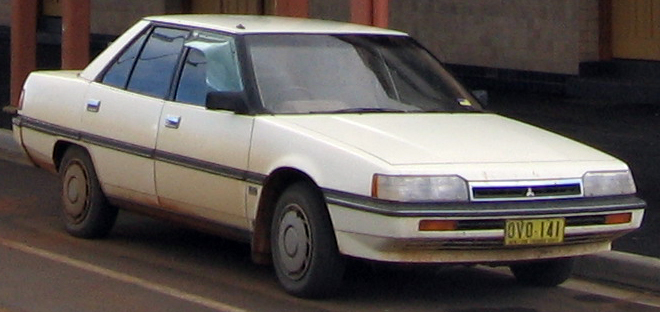
1987–1989 TN マグナ エクゼクティヴ セダン
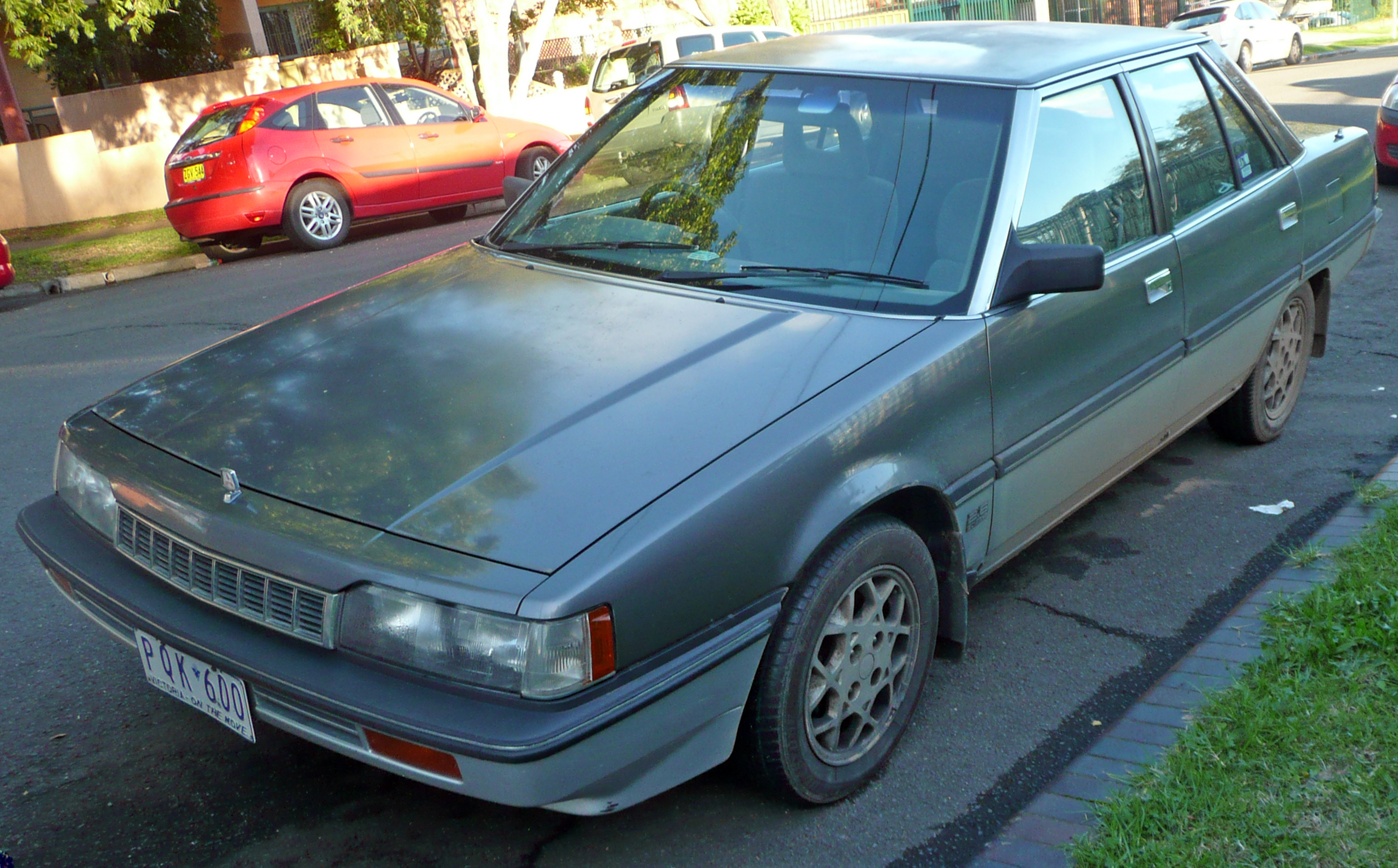
1987–1989 TN マグナ エリート セダン
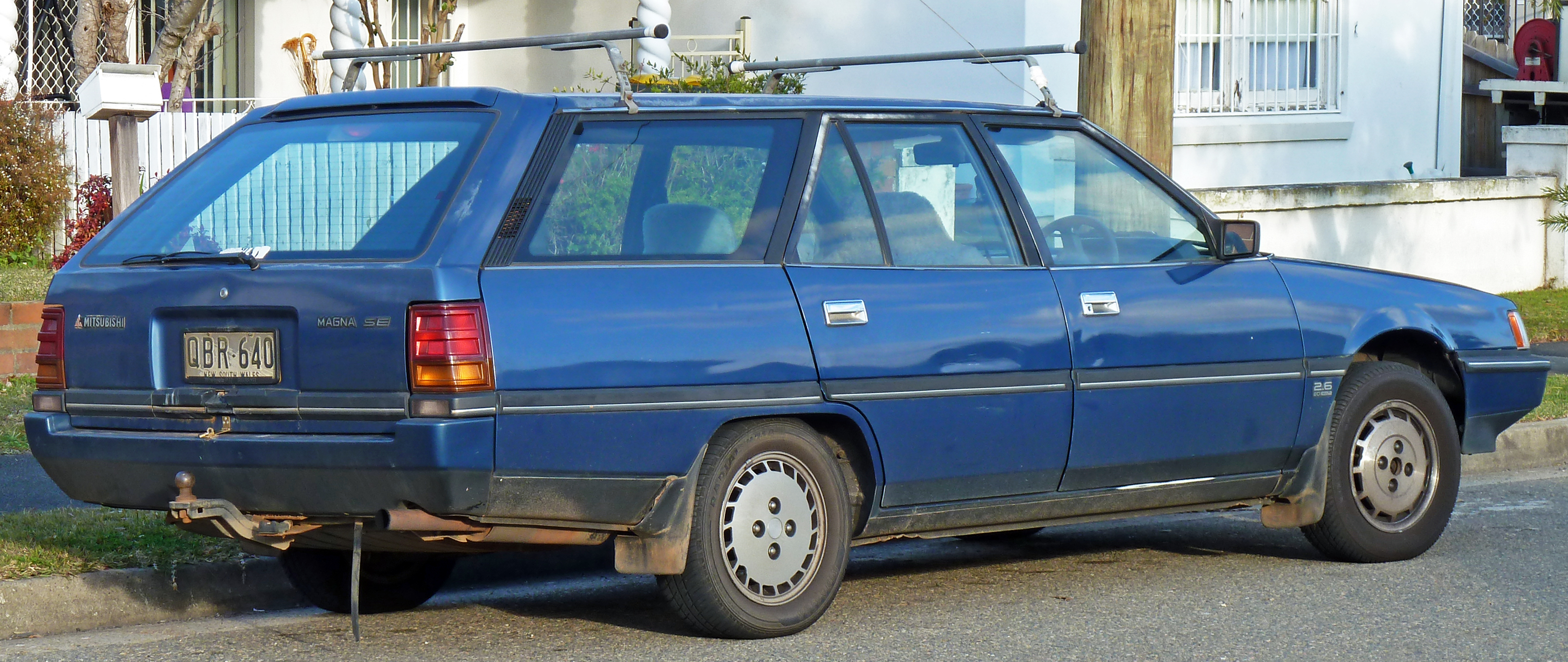
1989–1991 TP マグナ SE ステーションワゴン

## 2代目 TR/KR/TS/KS型（1991年 - 1996年）

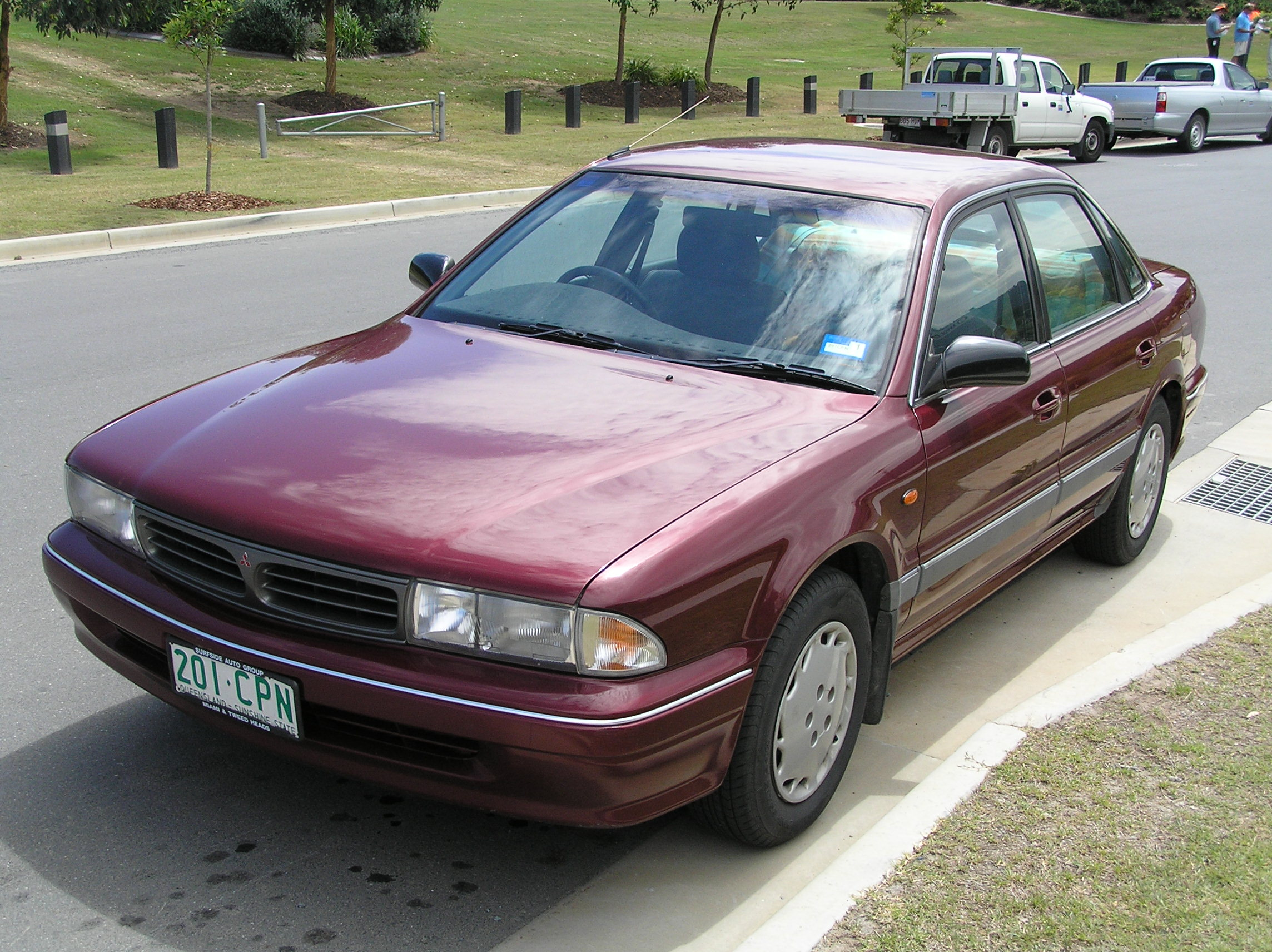
2代目マグナ

2代目はシグマの現地生産モデルとなる。日本にはない直4エンジンは引き続き設定され、V6エンジン搭載車はベラーダの名で販売された。直列4気筒2600ccの4G54はこの形式からECI-MULTIやローラーロッカーアームを採用し、ジェットバルブを廃止するなど大きな改良を施された。
1993年にはワゴンが「ディアマンテワゴン」として日本に輸出され、初代・2代目ともミツビシ・モーターズ・オーストラリアで製造されて逆輸入の形で販売された。

## 3代目 TE/KE/TF/KF/TH/KH/TJ/KJ/TL/KL/TW/KW型（1996年 - 2005年）
2代目ディアマンテの現地仕様として登場。直4エンジンや3500ccV6エンジンも設定され、日本にはない5速MTの設定もあった。
1997年ワゴンがモデルチェンジ。日本でも販売されたが（ディアマンテワゴン）、売れ行きが悪いため2000年に輸出終了。
2003年大幅なマイナーチェンジを実施。フロントマスクがブーレイ顔となる。
2005年9代目ギャランの派生モデルである380（スリーエイティ）に統合される形で生産終了。